# Pueblo hima
El pueblo hima, también conocido como bahima, fue un complejo de pueblos pastores nilóticos que dieron origen a otras etnias, estados y reinos a lo largo de historia de África Oriental y la región de los Grandes Lagos. El nombre hima está asociado en la historia reciente con un clan hima-tutsi.

## Idioma

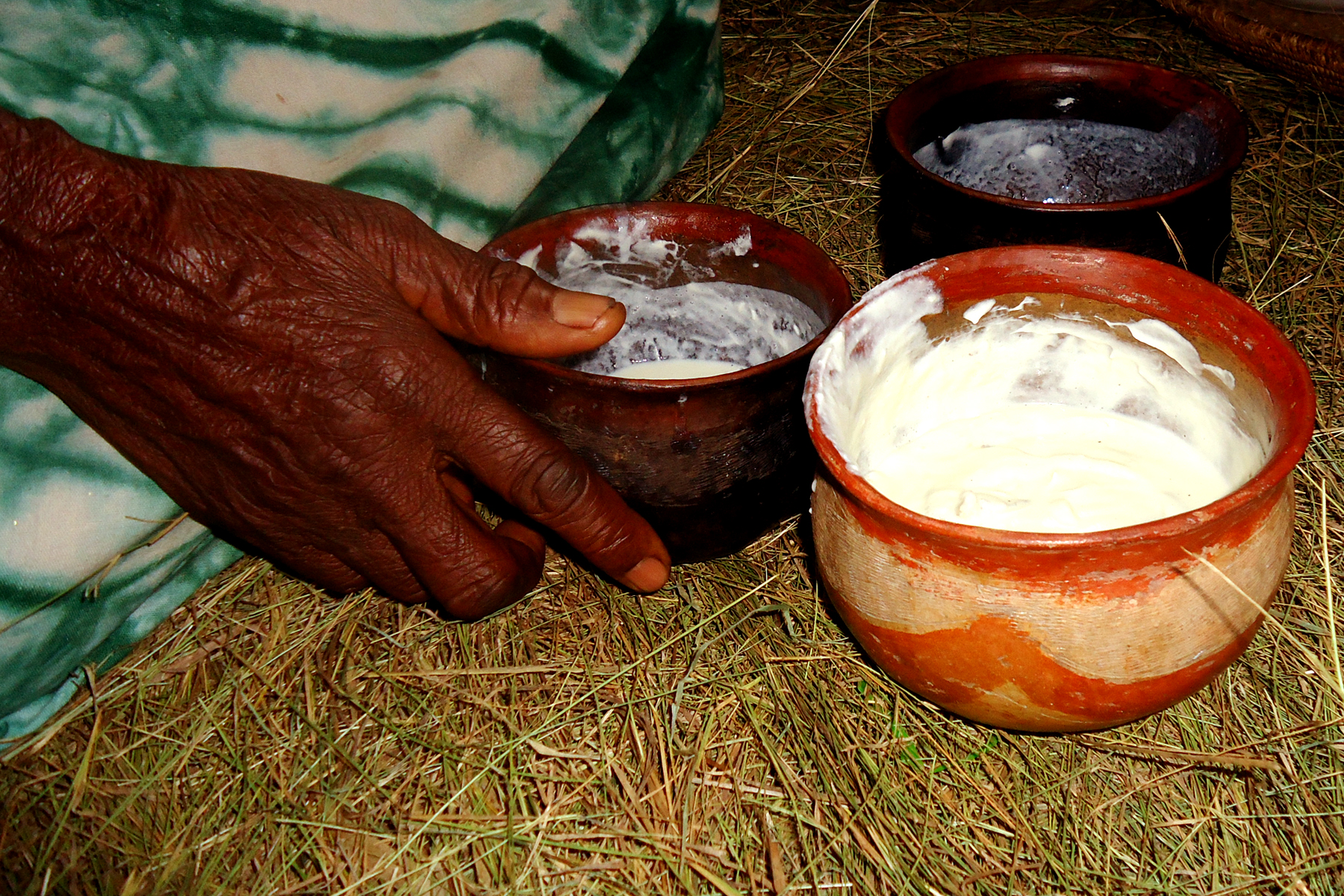
Cerámica hima con una preparación de eshabwe, salsa principal de la gastronomía bhaima de Ankole, hecha a base de mantequilla.

El grupo étnico hima habla distintas variantes de la lengua nyankore que pertenece a la familia de las lenguas bantúes de los Grandes Lagos. A 2016 contaba con 3.879.000 personas que la utilizan. La mayoría en Uganda, 3.852.000; a las que suman una comunidad de 14.000 personas en Tanzania y 13.000 en Ruanda.

## Territorio

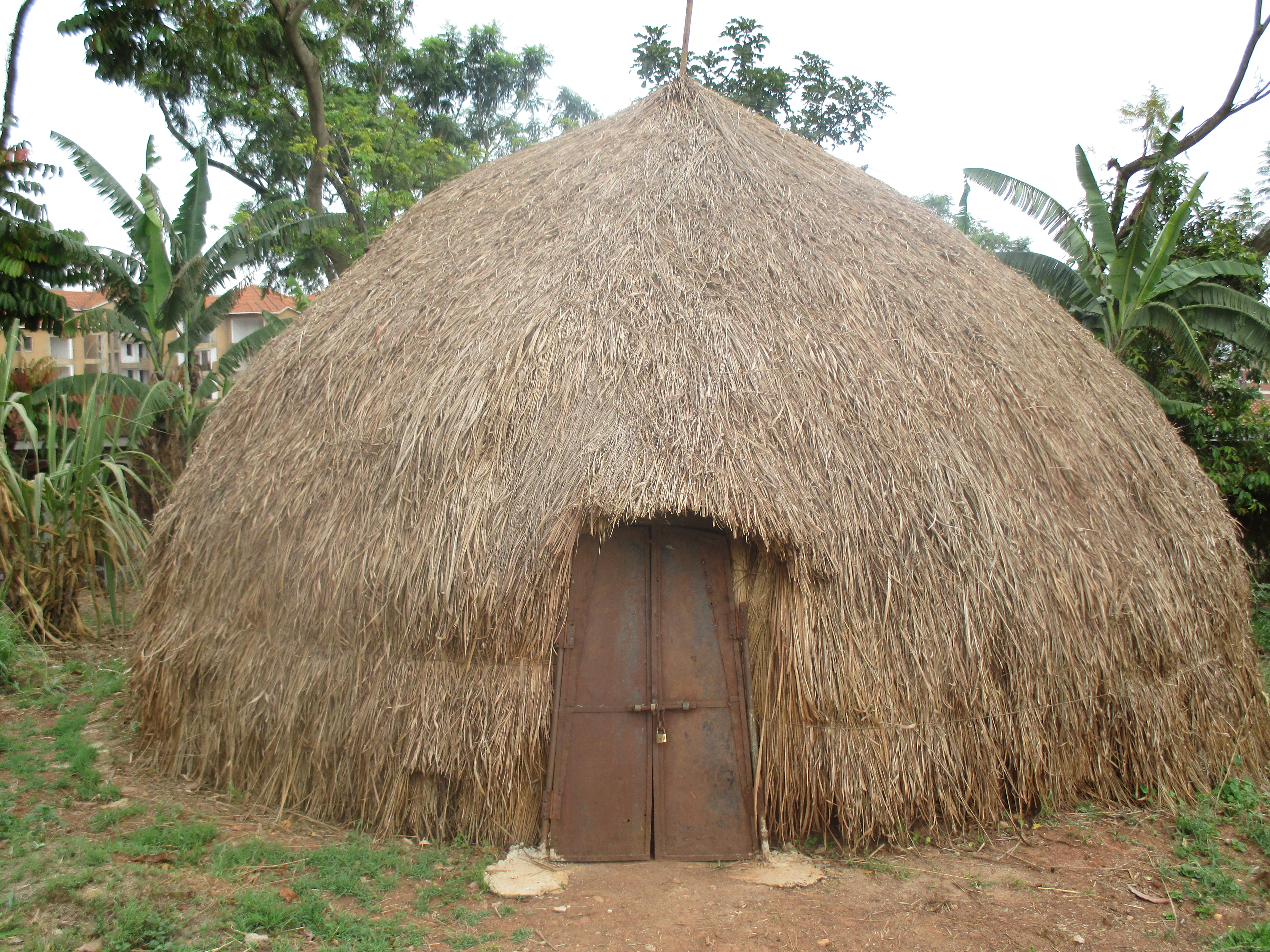
Vivienda tradicional hima

En Uganda ocupan los distritos de Bushenyi (municipio de Ishaka), Kiruhura, Rubirizi, Isingiro, Mbarara, Ntungamo, Ibanda, Kasese, Kamwenge y Kabale. En Tanzania ocupan las orillas del río Kagera en territorios fronterizos con Borundi, Ruanda y Uganda, al oeste del lago Victoria. En esta zona son conocidos por los nombres bahima, nkole y nyankore-hima. En Ruanda las comunidades hima se sitúan en los territorios cercanos al lago Muhazi.

## Historia
Según las investigaciones de Mauny y Vallois, los pueblos nilóticos tienen su origen en el llamado grupo negroide que comprende también a los grandes complejos étnico-lingüísticos llamados guineanos y sudaneses. Se estima que son originarios del Sudán y que en sucesivas oleadas emigratorias poblaron, en el caso de los nilóticos, África Central y la depresión del Nilo. Las dataciones son estimativas, estableciendo un margen de 6.000 años para la aparición del grupo negroide y el nacimiento de la rama nilótica en torno a 3.000.
El pueblo hima se origina en ese complejo de pastores nilóticos que durante un período aproximado de 3.000 años antes de nuestra era emprendieron movimientos poblacionales para ocupar las tierras al sur de la cuenca del río Nilo. Se los sitúa en la región de los Grandes Lagos entre los siglos XIII y XIV. Tierras ya ocupadas por diversos pueblos de habla bantú a los que se les llamó banansagwa, o sea “los que han sido encontrados en el lugar”. Tras establecerse en la región se mezclaron y aparentemente impusieron su dominio a parte de los pueblos nativos dando origen a una aristocracia que estructuró un incipiente estado.
A finales del siglo XV, los grupos hima establecieron varias jefaturas en el área que se conoció como el complejo Kitara. Los jefes hima llamados mugabes mantuvieron su poder recaudando tributos de los subjefes locales.
Una parte de los hima se unió a grupos luo para formar el reino de Tekidi. Ocupaban la zona este de los montes Agoro, en el sudeste de Sudán. Fue liderado por un jefe o rey luo.
En el siglos XVI otras ramas del grupo hima se dirigieron hacia la región de Bukoba, entre el tramo bajo del río Kagera y el lago Victoria en el noroeste de Tanzania y zonas contiguas de Uganda. Allí tomaron contacto con el pueblo iru (bantú) y con grupos del pueblo sese. La fusión de estas etnias dio origen a una nueva cultura, el pueblo ziba, también conocidos como haya, wahaya, o waziba. Dominó en esta nueva etnia el grupo de lenguas bantúes de la familia níger-kordofan. El pueblo ziba se organizó en ocho estados o reinos que llevaron por nombre Bugabo, Ibandiro, Kaianja, Kiamtuara, Karagwe, Kiziba, Maryku y Missenenyi. El reino Karagwe fue dominante en la región desde el siglo XVIII.
Los pastores de Ankole, de Ruanda y Burundi están emparentados con el pueblo hima. En esas áreas son conocidos como bahima, hima y tutsi, respectivamente. Comparten su origen nilótico y un relato común en las tradiciones de ancestros hima.

## Descendencias étnicas

### Pueblo nkole
El pueblo nkole habita en el suroeste de Uganda entre los lagos Eduardo, George y Victoria en la frontera con Tanzania. Se formó tras la integración de pastores hima a una mayoría de agricultores iru. Las familias de origen hima se organizaron en aldeas dispersas que vivían del producto de su ganado. Su mejor organización les permitió dominar a los iru.

### Clan hinda-tutsi
Desciende del clan real del pueblo hima. En el siglo XIV, los aristócratas hinda monopolizaron el poder político en varios estados del interior de África Oriental. Sus orígenes no están claros. La tradición oral afirma que descendieron directamente de Wamara, el último gobernante de la dinastía Chwezi. En la segunda mitad del siglo XIV, los reyes chwezi gobernaron el complejo Kitara y dominaron las jefaturas vecinas de habla bantú en los actuales territorios del oeste de Uganda. A principios del siglo XV, los pastores de habla luo derrocaron a la dinastía Chwezi. En ese momento comenzó una disputa entre los gobernantes de origen hinda y luo por controlar la región de Kitara. Finalmente, alrededor del año 1.500 el estado Bunyoro los absorvió.
El clan bito, gobernante en Buyoro los envió a conquistar pequeños estados agrícolas del grupo bantú, en territorios más al sur. Allí sometieron a los pequeños reinos de Nkole, Burundi, Karagwe, Kyamutwara e Ihangiro. Fueron conocidos como tutsi en los reinos de Nkole y Burundi. Esta aristocracia de origen Hima, también organizó pequeños estados en las regiones del noreste de la actual Tanzania.
Los tutsis y los hima tienen algún grado de afinidad con los oromo del sur de Etiopía. En Burundi la tradición oral informa que ambos grupos emigraron desde diferentes puntos. Esta corriente de opinión sustentó que los tutsi mantuvieran una cierta distancia social y no le habilitaran algunos privilegios a los miembros del clan hima. En este aspecto se menciona la prohibición de realizar alianzas, casarse o recibir ganado con algunos pueblos clientes de los tutsi.

### Pueblo ziba (haya, wahaya o waziba)
Los hayas (tanzanos) son una etnia que habita en la Tanzania noroccidental entre el río Kagera y el lago Victoria. Se componen de dos elementos étnicos principales: los iru, que eran originariamente bantúes, y los hima, descendientes de los nilóticos que fueron absorbidos por los bantúes, quienes luego llegarían a expandirse en zonas del continente africano antes pobladas por cazadores, recolectores y ganaderos, generando así un proceso de la agricultura intensiva y la metalurgia del hierro.